# Skærekage
En skærekage er en større kage, der skæres i mindre stykker for at blive fordelt til dem, der skal spise den.
Roulader, sandkager og pund-til-pund-kager skæres i skiver. Bradepandekager skæres i mindre stykker ved at blive skåret på flere sider. Formkager bages i en sandkageform, mens andre skærekager bages i en rund form, eksempelvis en springform, og skæres ud på samme måde som en lagkage. Traditionerne udfordres, når vi finder fx plumkage i enten tærteform, som ring (i randform) eller i sandkageform.